# Suckow
Suckow è una frazione del comune tedesco di Ruhner Berge.

## Storia
Il 1º gennaio 2019 il comune di Suckow venne fuso con i comuni di Marnitz e Tessenow, formando il nuovo comune di Ruhner Berge.